# Eurocash (Unternehmen)
Eurocash S.A. ist ein börsennotierter Handelskonzern mit Sitz im großpolnischen Komorniki. Das Unternehmen betreibt in Polen ca. 160 Großmärkte unter der Marke Eurocash Cash&Carry und ist Franchisegeber mehrerer polnischer Einzelhandelsketten, u. a. Lewiatan, Delikatesy Centrum und Groszek.
Seit Februar 2005 werden die Aktien des Unternehmens an der Warschauer Wertpapierbörse gehandelt. Das Unternehmen ist sowohl im Leitindex WIG30 als auch im Nebenwerteindex mWIG40 gelistet.

## Aktionärsstruktur
Das Grundkapital der Gesellschaft beträgt 139.163.286 Złoty und verteilt sich auf 139.163.286 Inhaberaktien der Serien A bis I und M zum Nennwert von je 1 Złoty:178.
| Anteilseigner                                                                                   | Anzahl gehaltener Aktien | Anteil am Grundkapital | Stimmrechtsanteil |
| ----------------------------------------------------------------------------------------------- | ------------------------ | ---------------------- | ----------------- |
| Luis Amaral (direkt sowie indirekt über Politra B. V. und Westerngate Private Investments Ltd.) | 61.287.778               | 44,04 %                | 44,04 %           |
| Streubesitz                                                                                     | 77.875.508               | 55,96 %                | 55,96 %           |